# 新富町站
新富町站（日语：／ Shintomichō eki */?）是位於日本東京都中央區築地一丁目，屬於東京地下鐵有樂町線的鐵路車站。車站編號是Y 20。

## 歷史
- 1980年（昭和55年）3月27日：帝都高速度交通營團（營團地下鐵有樂町線）的銀座一丁目站至此站開業，當時是終點站。
  - 計劃時臨時名稱為明石町，後來因地方的請求下改為現站名。
- 1988年（昭和63年）6月8日：有樂町線延伸至新木場站，成為中途站。
- 2004年（平成16年）4月1日：伴隨營團地下鐵的民營化，由東京地下鐵繼承。
- 2013年（平成25年）6月29日：設置月台閘門。[3]
- 2018年（平成30年）3月17日：開始與東京地下鐵日比谷線築地站的轉乘業務[4]。

## 車站構造
對向式月台2面2線的地下車站。有樂町線中僅有本站與冰川台站是對向式月台設計。
本站採用鋼筋混凝土框架結構，天花板有效間距短，一般在兩線路之間需要加設支柱。但由於本站線路採複線潛盾工法，不需架設支柱。
本站作為終點站時，銀座一丁目側設有折返用的橫渡線，但往新木場延伸後因不再需要而拆除。但目前還可見到其遺跡。
由於位於轉彎處，B線（池袋、小竹向原、和光市方向）全日有站員留守。

### 月台配置
| 月台 | 路線     | 目的地                           | 備註 |
| ---- | -------- | -------------------------------- | --- |
| 1    | 有樂町線 | 月島、新木場方向                 | |
| 2    | 有樂町線 | 池袋、和光市、森林公園、飯能方向 | 和光市站直通 東武東上線（直通至森林公園站）、或 小竹向原站直通 西武池袋線（經 西武有樂町線直通至飯能站） |

（來源：東京地下鐵:構內圖 （页面存档备份，存于））

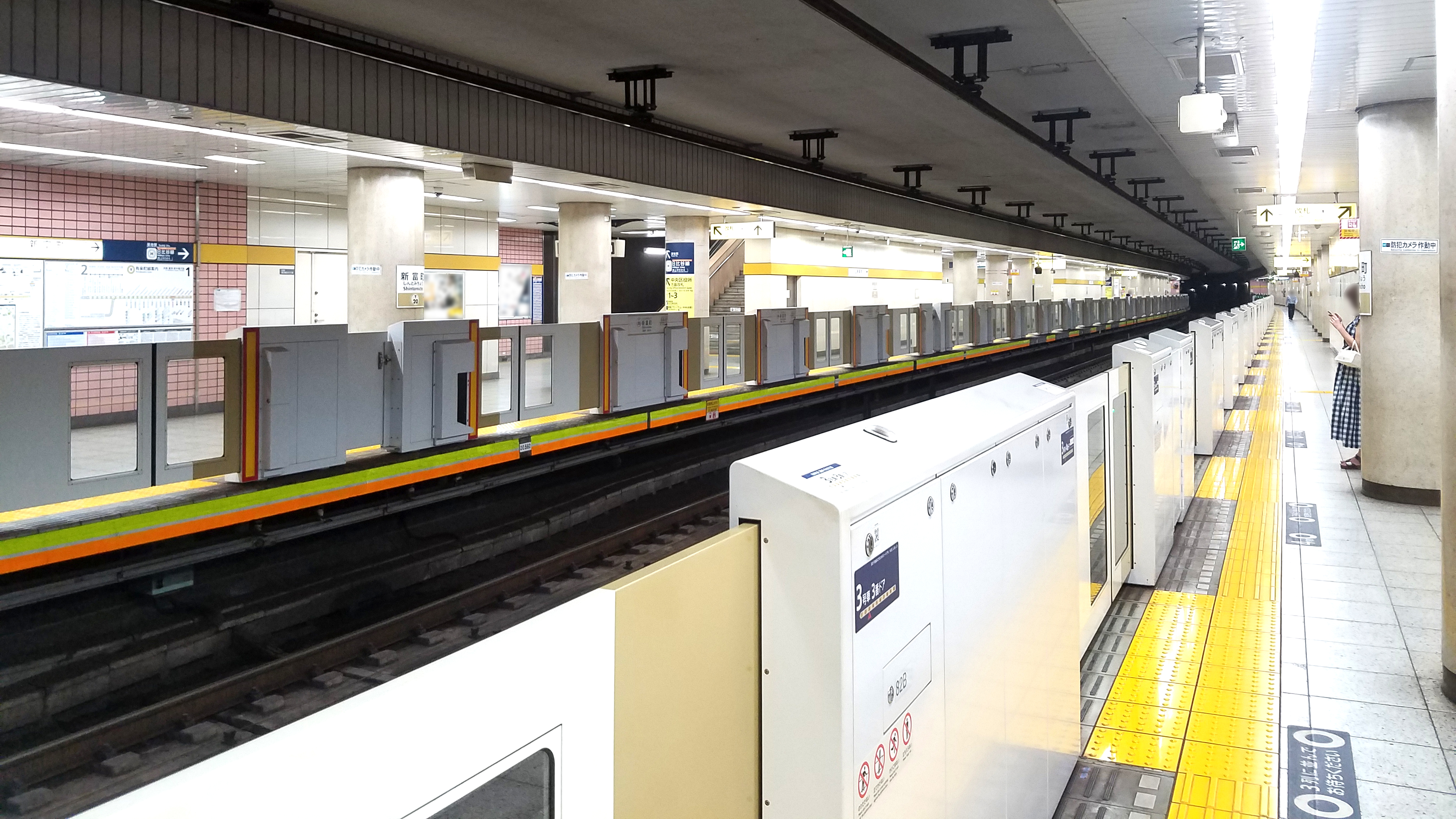
月台（2020年8月14日攝）
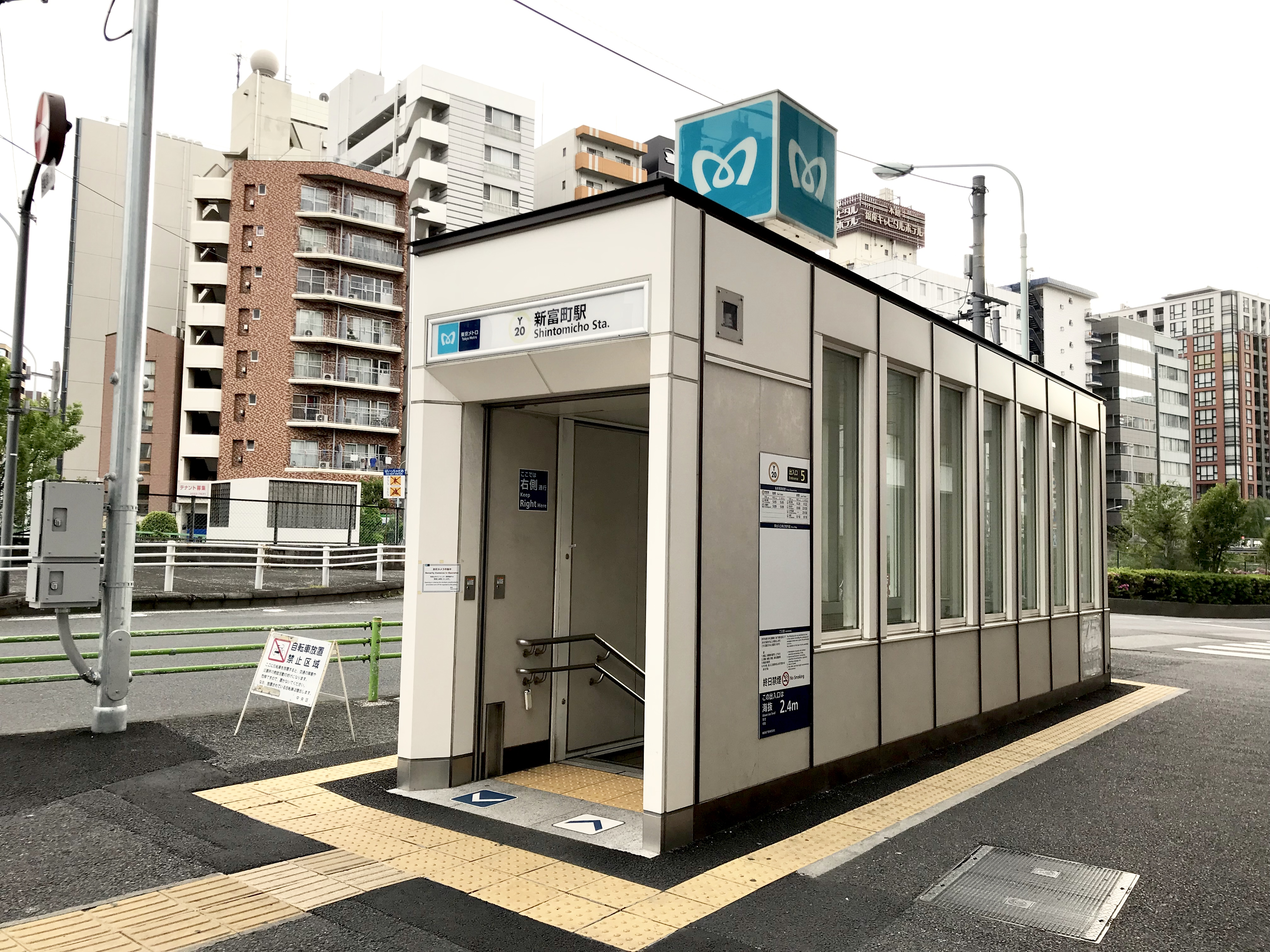
5號出入口（2019年5月6日攝）
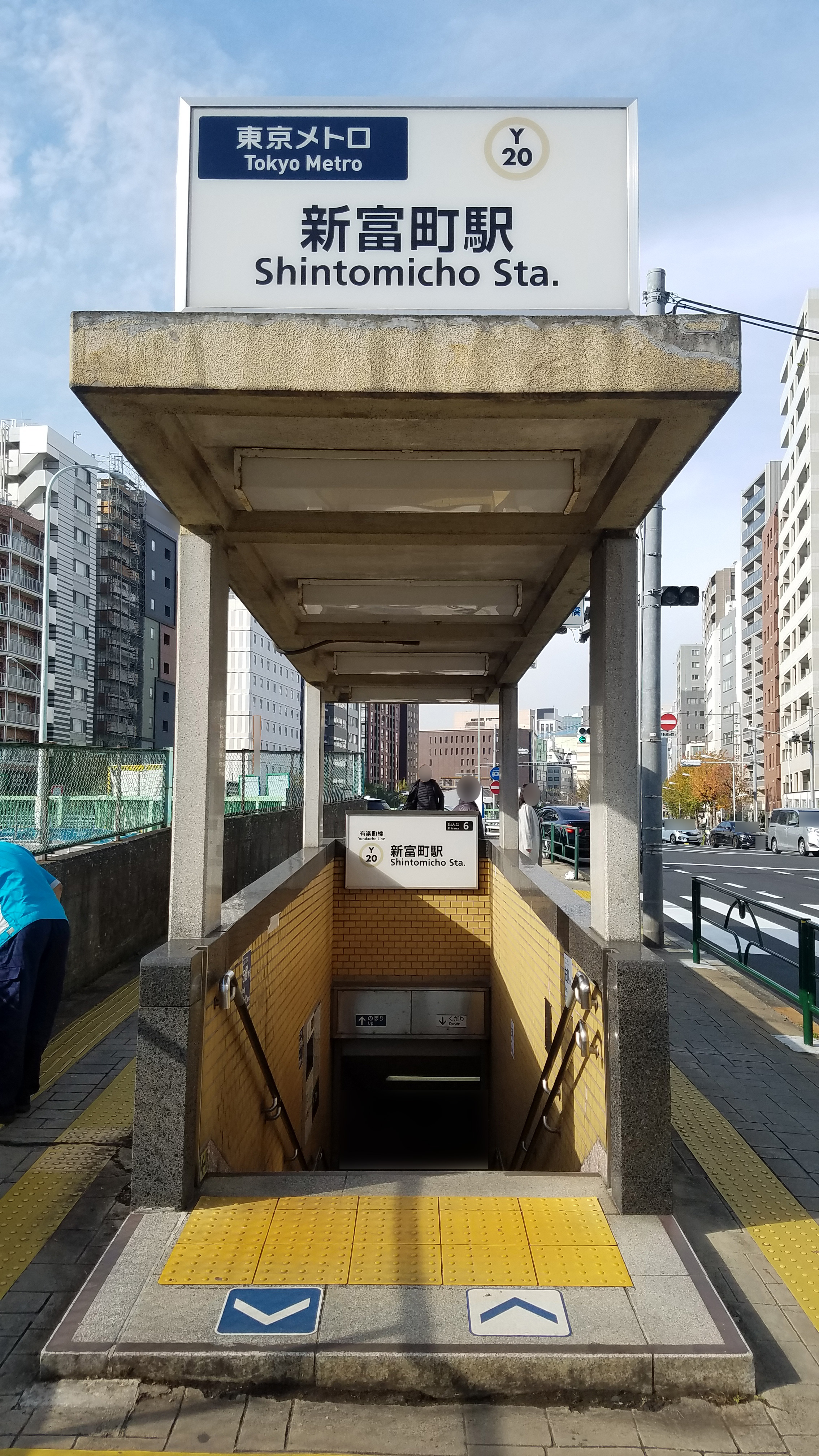
6號出入口（2021年12月16日攝）
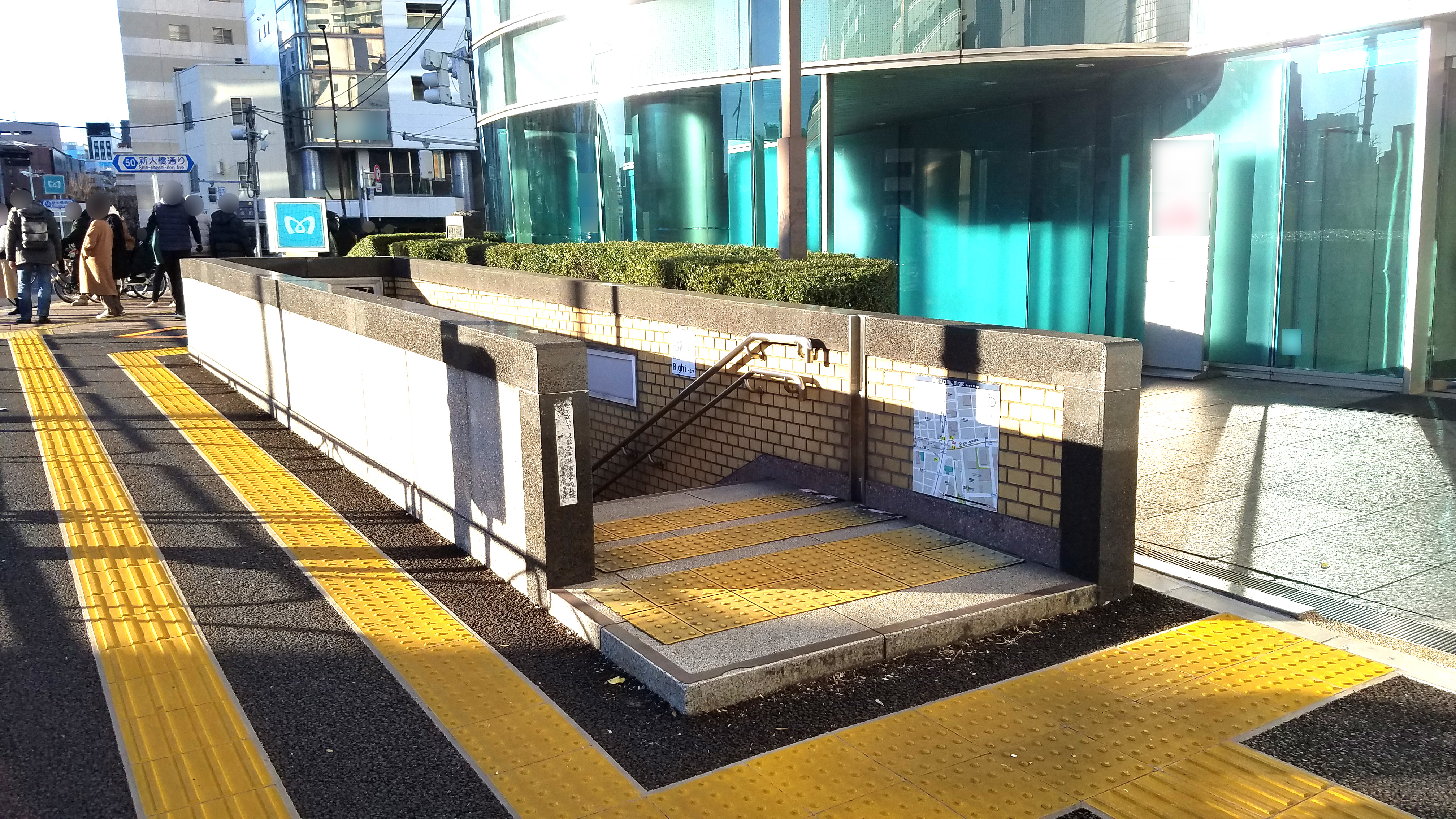
7號出入口（2022年1月14日攝）

## 利用狀況
2017年度每日平均上下車人次為41,479人，在東京地下鐵全部130個車站當中排名第89位。
近年1日平均上下車、上車人次變化如下表。
| 年度               | 1日平均 上下車人次 | 1日平均 上車人次 | 來源     |
| ------------------ | ------------------ | ---------------- | -------- |
| 1992年（平成04年） |                    | 20,156           | [ * 1 ]  |
| 1993年（平成05年） |                    | 19,795           | [ * 2 ]  |
| 1994年（平成06年） |                    | 19,625           | [ * 3 ]  |
| 1995年（平成07年） |                    | 19,899           | [ * 4 ]  |
| 1996年（平成08年） |                    | 19,526           | [ * 5 ]  |
| 1997年（平成09年） |                    | 19,216           | [ * 6 ]  |
| 1998年（平成10年） |                    | 19,268           | [ * 7 ]  |
| 1999年（平成11年） |                    | 18,620           | [ * 8 ]  |
| 2000年（平成12年） |                    | 18,466           | [ * 9 ]  |
| 2001年（平成13年） |                    | 18,356           | [ * 10 ] |
| 2002年（平成14年） |                    | 18,077           | [ * 11 ] |
| 2003年（平成15年） | 37,951             | 18,175           | [ * 12 ] |
| 2004年（平成16年） | 37,673             | 18,608           | [ * 13 ] |
| 2005年（平成17年） | 38,815             | 19,088           | [ * 14 ] |
| 2006年（平成18年） | 39,781             | 19,586           | [ * 15 ] |
| 2007年（平成19年） | 40,944             | 20,432           | [ * 16 ] |
| 2008年（平成20年） | 41,289             | 20,507           | [ * 17 ] |
| 2009年（平成21年） | 40,549             | 20,107           | [ * 18 ] |
| 2010年（平成22年） | 39,300             | 19,493           | [ * 19 ] |
| 2011年（平成23年） | 37,440             | 18,652           | [ * 20 ] |
| 2012年（平成24年） | 37,707             | 18,653           | [ * 21 ] |
| 2013年（平成25年） | 38,623             | 19,159           | [ * 22 ] |
| 2014年（平成26年） | 38,517             | 19,132           | [ * 23 ] |
| 2015年（平成27年） | 40,183             | 19,975           | [ * 24 ] |
| 2016年（平成28年） | 41,214             | 20,485           | [ * 25 ] |
| 2017年（平成29年） | 41,479             |                  |          |

## 車站周邊
車站位於築地與新富的交界。
- 日比谷線 築地站 - 非官方轉乘站，但距離接近。
  - 依據東京地下鐵的中期經營計畫，新富町站與築地站間有規劃設置連絡站[10]。
- 中央區役所（日语：中央区役所 (東京都)）
  - 中央區立京橋圖書館
- 銀座BLOSSOM（銀座ブロッサム）（中央會館）
- 中央區京橋廣場（プラザ）區民館
- 京橋稅務署
- 東京都主稅局（日语：東京都主税局） 中央都稅事務所
- 築地警察署（日语：築地警察署）
- 中央新富二郵便局
- 築地市場
- 本願寺築地別院
- 聖路加國際醫院
- 聖路加國際大學
- 聖路加花園
- 天主教築地教會（日语：築地教会）
- 鐵砲洲稻荷神社（日语：鐵砲洲稲荷神社）
- 新大橋通（日语：東京都道・千葉県道50号東京市川線）
- 隅田川
- 佃大橋（日语：佃大橋）
- 勝鬨橋
- 電通築地大廈
- 銀座首都飯店（日语：銀座キャピタルホテル）

## 巴士路線

### 路線巴士
新富町
- 都營巴士
  - <錦11（日语：都営バス臨海支所）>：往錦糸町站前、龜戶站前／往築地站前

中央區役所
- 江戶巴士（日语：江戸バス）（中央區社區巴士）（日立自動車交通）
  - 北循環：八丁堀站、東京站八重洲北口、新日本橋站方向
  - 南循環：鐵砲洲（日语：鐵砲洲稲荷神社）、月島運動廣場、勝鬨站方向

新富二丁目
- 江戶巴士（中央區社區巴士）（日立自動車交通）
  - 北循環：八丁堀站、東京站八重洲北口、新日本橋站方向

### 水上巴士
明石町、聖路加花園前
- 東京水邊線（日语：東京水辺ライン）
  - 往櫻橋（日语：桜橋 (東京都)）（經越中島、兩國）
  - 往御台場海濱公園（經濱離宮）
  - 往葛西臨海公園（經濱離宮、御台場海濱公園、東京Big Sight）
  - 往兩國（經越中島）
  - 往兩國（經濱離宮、御台場海濱公園、東京Big Sight、葛西臨海公園、平井、千住、櫻橋）
  - 往兩國（經濱離宮、御台場海濱公園、船之科學館、葛西臨海公園、平井、小豆澤、神谷、荒川遊園（日语：あらかわ遊園）、千住、櫻橋）

## 相鄰車站
東京地下鐵
 有樂町線
銀座一丁目（Y 19）－新富町（Y 20）－月島（Y 21）

### 來源
東京都統計年鑑
1. ↑  .   [2014-10-01]. （原始内容存档于2013-08-15）.
2. ↑  .   [2014-10-01]. （原始内容存档于2013-02-03）.
3. ↑  .   [2014-10-01]. （原始内容存档于2013-02-03）.
4. ↑  .   [2014-10-01]. （原始内容存档于2013-02-03）.
5. ↑  .   [2014-10-01]. （原始内容存档于2013-02-03）.
6. ↑  .   [2014-10-01]. （原始内容存档于2016-03-04）.
7. ↑  東京都統計年鑑（平成10年）PDF
8. ↑  東京都統計年鑑（平成11年）PDF
9. ↑  .   [2014-10-01]. （原始内容存档于2016-03-04）.
10. ↑  .   [2014-10-01]. （原始内容存档于2016-03-04）.
11. ↑  .   [2014-10-01]. （原始内容存档于2017-07-29）.
12. ↑  .   [2014-10-01]. （原始内容存档于2017-07-29）.
13. ↑  .   [2014-10-01]. （原始内容存档于2017-07-29）.
14. ↑  .   [2014-10-01]. （原始内容存档于2017-07-29）.
15. ↑  .   [2014-10-01]. （原始内容存档于2017-07-29）.
16. ↑  .   [2014-10-01]. （原始内容存档于2017-07-29）.
17. ↑  .   [2014-10-01]. （原始内容存档于2017-07-29）.
18. ↑  .   [2014-10-01]. （原始内容存档于2016-03-26）.
19. ↑  .   [2017-05-03]. （原始内容存档于2016-03-27）.
20. ↑  .   [2017-05-03]. （原始内容存档于2016-03-25）.
21. ↑  .   [2017-05-03]. （原始内容存档于2016-03-27）.
22. ↑  .   [2017-05-03]. （原始内容存档于2016-03-22）.
23. ↑  .   [2017-05-03]. （原始内容存档于2017-07-30）.
24. ↑  .   [2019-01-11]. （原始内容存档于2018-11-09）.
25. ↑  .   [2019-01-11]. （原始内容存档于2019-05-02）.

## 外部連結
- 新富町/Y20 | 路線・車站資訊 | 東京地下鐵